# Чага (гриб)
Ча́га або березовий чорний гриб (від комі ts`'ak — «гриб») — стерильна (неплідна) форма базидіального деревного гриба Inonotus obliquus порядку Hymenochaetales.

## Морфологічна характеристика
Має вигляд неправильно-округлих (до 30—40 см у діаметрі) або видовжених до 1-1,5 м наростів, утворених затверділими сплетіннями гіфів гриба.
Поверхня наросту чорна, глибокорозстріскана, внутрішня його частина темно-коричнева, ближче до деревини рудо-бура з білими прожилками, які складаються з безколірних гіфів. Частини, які прилягають до стовбура, містять не тільки гіфи гриба, але й клітини деревини.
Плодоношення спостерігається досить рідко; плодові тіла (тобто власне «гриб») мають вигляд коричневих видовжених коржів, що облягають стовбур до 4 см завтовшки і до 2 см завдовжки.
Нарости чаги у 10—15-річному віці досягають маси 5 кг і більше. Ріст подеколи триває до 20 років і неминуче призводить до загибелі дерева-«господаря».
Після відмирання дерева розвиток чаги зупиняється, але на протилежній стороні стовбура зазвичай з'являється плодове тіло гриба буро-коричневого забарвлення, розпростерте по довжині стовбура на 0,5—1 м. Плодове тіло спочатку розвивається під корою, причому по його краю утворюються так звані опірні пластинки, які являють собою гребнеподібні вирости з сплющеною верхньою частиною. Коли закінчується дозрівання плодового тіла і розпочинається процес споруляції, кора дерева під тиском опірних пластинок розтріскується і відстає.
Причиною утворення чаги є зараження кори дерева паразитним трутовим грибом. Спори його розсіюються повітрям і проростають лише в тих випадках, коли потрапляють на уражені внаслідок різних причин ділянки кори дерев. Утворений наріст поступово розростається, значно збільшуючись в розмірах. Форма наростів чаги залежить від характеру уражень, через які береза заражається грибом. У більшості випадків нарости мають округлу форму або витягнуту вздовж тріщин форму.
Лікарською сировиною є нарости, які виникають на березах при ураженні їх грибом трутовика скошеного.

## Поширення
Чага паразитує в основному на стовбурах дорослих берез, зокрема локалізується в березових гаях, рідше трапляється на стовбурах вільхи, клену, горобини, бука, в'язу.
Найчастіше чага поширена в північних лісах, зокрема, Росії, північно-східної Європи (Фінляндія, Прибалтика), Кореї, у горах Північної Кароліни (північ США) тощо. Ареал чаги обривається від переходу тайги до лісостепу. На молодих деревах, які краще чинять опір зовнішнім шкідливим впливам, чага зустрічається рідше.

## Заготівля сировини
Збирати чагу можна в будь-яку пору року. Частіше її заготовляють пізно восени, взимку або ранньою весною, коли на деревах немає листя і чагу легше помітити. Чагу підрубують сокирою біля стовбура дерева, а після цього від неї відсікають непридатну для використання пористу світлозабарвлену частину. Зібрану сировину рубають на частини і сушать у сушках чи печах при температурі не вище 50—60 °C. Висушена сировина повинна містити не менше 20% екстрактивних речовин і не більше 12% вологи.
Відсирівша чага легко пліснявіє і стає непридатною до застосування. Строк придатності сировини 2 роки.

## Хімічний склад
Чага містить до 12,3% золи і велику кількість калію, що визначає її високу радіоактивність. Крім цього, в чазі виявлені щавлева, мурашина, оцтова, масляна, ванілінова, параоксибензойна кислоти, дві тритерпенові кислоти із групи тетрациклічних тритерпенів, обліквінова, іононотова і ін., а також вільні феноли, полісахарид (в результаті гідролізу якого утворюються редуковані цукри), птерини, лігнін, клітковина, стерини — ергостерол, ланостерол, інотодіол. Позитивна дія чаги при злоякісних пухлинах зумовлена наявністю в ній птеринів.

## Дія і використання
Inonotus obliquus є збудником т.зв. білої серцевинної гнилі деревини.
Чага є давнім народно-медичним засобом. Використовується як сурогат чаю (т.зв. березовий чай), при лікуванні злоякісних пухлин деяких внутрішніх органів.
Застосовують як симптоматичний засіб при виразковій хворобі, гастритах, злоякісних пухлинах, особливо у випадках, коли протипоказана променева терапія і хірургічне втручання. Варто мати на увазі, що чага не є засобом, який позбавляє хворого від пухлини. Відвари і настої сприятливо діють на важко хворих: у них покращується самопочуття, зменшуються болі. Препарат «бефунгін» (густий екстракт чаги) застосовують при хронічних гастритах і дискінезіях шлунково-кишківникового тракту з переважанням атонії.
Настій чаги не токсичний, але його обмежують при захворюваннях, які супроводжуються затримкою рідини в організмі. У цих випадках настій можна вживати замість чаю і інших напоїв або ж застосовувати настій подвоєної міцності (2 об'ємні частини гриба на 5 об'ємних частин води).
При тривалому застосуванні препаратів чаги у деяких хворих спостерігається підвищена збудливість вегетативної нервової системи. Ці явища поступово зникають при зменшенні дози чи відміні препарату.